# Avenue Ingres
Koordinaten: 48° 51′ N, 2° 16′ O
Die Avenue Ingres ist eine Straße im 16. Arrondissement von Paris.

## Lage
Die Avenue beginnt an der Kreuzung der Chaussée de la Muette, Avenue du Ranelagh und Avenue Prudhon und endet am Boulevard Suchet. Sie führt durch den Jardin du Ranelagh vom Beginn bis zur Avenue Raphaël. Es gibt daher kaum Häuser am Straßenrand, wenn man den südwestlichen Teil unberücksichtigt lässt. In unmittelbarer Nähe im südlichen Teil befindet sich die ehemalige Strecke der Chemin de Fer de Petite Ceinture, die heute zum Petite Ceinture du 16e umgestaltet wurde; der Zugang befindet sich an der Kreuzung mit der Avenue Raphaël.
Die Fußgängerallee auf der Nordseite bis zur Avenue Raphaël hat den Namen «Allée Davia», die gegenüber liegende Seite (Süden) heißt «Allée Jean-Sablon».

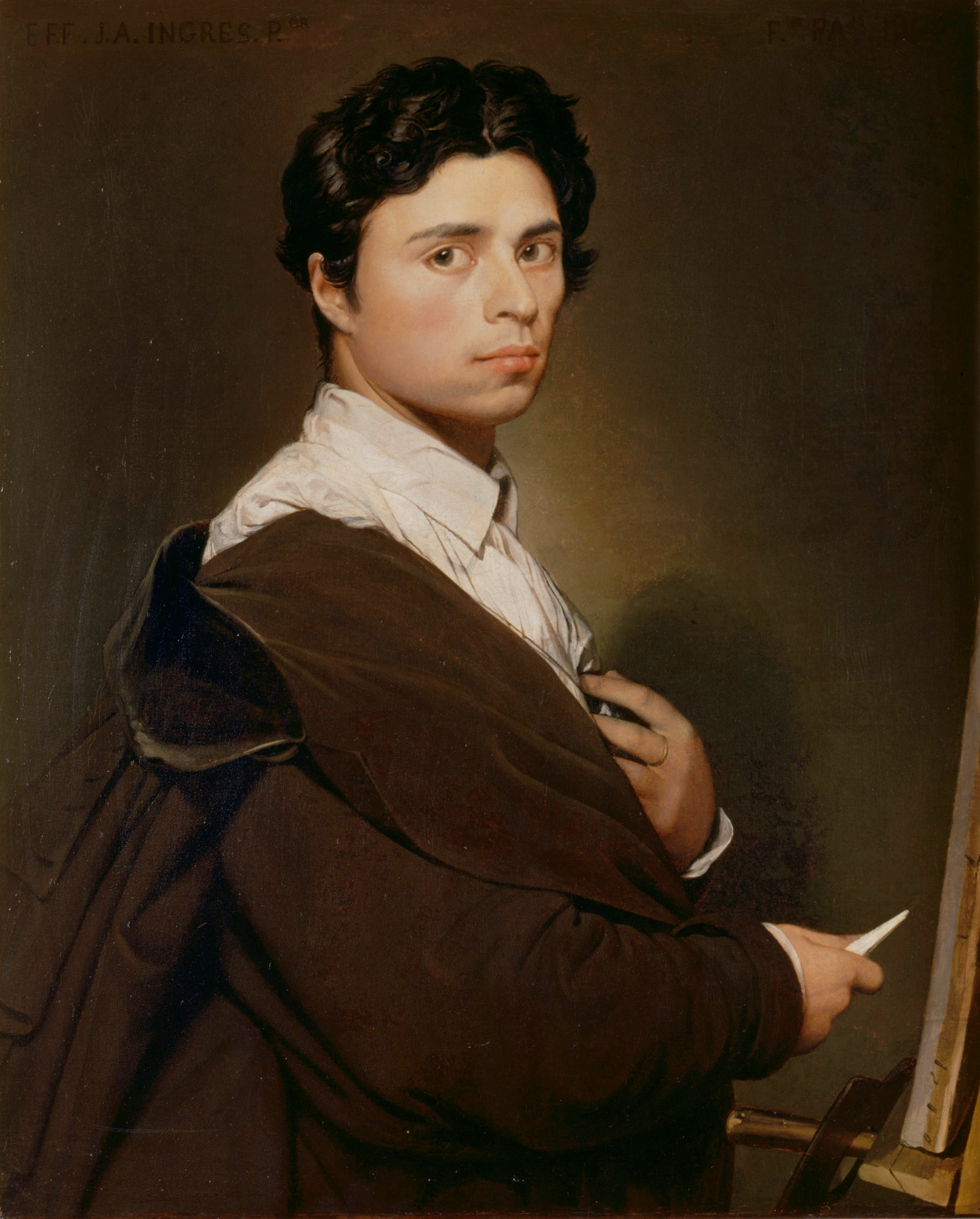
Ingres
Selbstportrait

## Namensursprung
Die Avenue ist nach dem französischen Maler Jean-Auguste-Dominique Ingres (1780–1867) benannt.

## Geschichte
Dieser Weg lag ursprünglich auf dem Gebiet der ehemals selbständigen Gemeinde Passy. nach der Eingemeindung durch Paris wurde sie aus dem Bois de Boulogne ausgegliedert und erhielt zunächst die Namen «Avenue de Boulogne » und «Boulevard Rossini».

## Sehenswürdigkeiten
- Petite Ceinture du 16e, ein kleiner Park an der ehemaligen Eisenbahnlinie Petite Ceinture
- Nr. 2: Hier starb am 13. November 1868 der Komponist Gioachino Rossini.